# Langbladet vandaks
Langbladet vandaks (Potamogeton praelongus) er en vandplante med lange bælgformede undervandsblade, deraf navnet "langbladet", som er mørkt grønne, 6-18 cm lange og 2-5 cm brede. De er afrundede ved basis og har en meget karakteristisk but afslutning. Bladranden er i almindelighed tydeligt bølget, men altid helt uden tænder.
Der findes flere hybrider med andre arter. Langbladet vandaks kan forveksles med rustvandaks og hjertebladet vandaks. Den kan skelnes fra disse på sin hele bladrand og hule, kappeformede bladspids, samt blivende skedehinder der normalt er over 1 cm.

## Voksested
Langbladet Vandaks er hjemmehørende i Europa, Asien og Nordamerika. I Danmark findes den i søer og vandløb som indeholder bikarbonat. Fortrinsvis i ikke-eutrofierede søer på dybder uden for rørsumpen. Den er forsvundet i store dele af landets åer, men findes stadig i flere åer i Sydvestjylland. Bestanden i Danmark er regnet som en truet art på den danske rødliste.